# 2512 Tavastia
2512 Tavastia è un asteroide della fascia principale del diametro medio di circa 11,79 km. Scoperto nel 1940, presenta un'orbita caratterizzata da un semiasse maggiore pari a 2,2436829 UA e da un'eccentricità di 0,1207900, inclinata di 6,38464° rispetto all'eclittica.
È intitolato a Tavastia, nome latino della provincia finlandese di Häme.